# 地埂鼠尾草
地埂鼠尾草（学名：Salvia scapiformis）为唇形科鼠尾草属的植物。分布在台湾岛（北部低海拔山區）、菲律宾以及中国大陆的广东、福建等地，生长于海拔220米至1,900米的地区，多生于山谷、林下以及山顶，目前已由人工引种栽培。

## 别名
田芹菜（广东）、山止（福建毛高）

## 异名
- Salvia scapiformis Hance var. carphocalyx Peter-Stib.
- Salvia scapiformis Hance var. hirsuta Peter-Stib.[3]

## 扩展阅读
- 維基物種上的相關：地埂鼠尾草
- 维基共享资源上的相關多媒體資源：地埂鼠尾草